# Пащенко, Варвара Владимировна
Ваpва́pа Влади́миpовна Па́щенко, до официального замужества за Арсением Бибиковым (1870, Елец, Орловская губерния — 14 мая 1918, Москва) — первая гражданская жена писателя Ивана Алексеевича Бунина (1870—1953), юношеские чувства к которой впоследствии нашли отражение в его романе «Жизнь Арсеньева», а также повести «Митина любовь».
Варвара родилась в семье Владимира Пащенко — некогда состоятельного человека, который, по записям Бунина, даже держал оперу в Харькове, а потом, «прожившись», уехал заниматься «докторством» в уездный город Елец. Как утверждает Бунин, мать Вари в молодости была актрисой. Благодаря родителям Варя получила неплохую домашнюю подготовку — пела, играла на рояле, участвовала в любительском театре. Полный семилетний курс гимназии в Ельце Варвара окончила с золотой медалью. С юных лет носила пенсне, которое дополнительно подчёркивало её образ серьёзной, интеллектуальной барышни. Однако поступить в консерваторию, как она об этом мечтала, Варваре не удалось — и весной 1889 года Варвара оказывается на должности корректора в «Орловском вестнике», где её и увидел Бунин.

«Вышла к чаю утром девица высокая, с очень красивыми чертами лица, в пенсне,… в цветисто расшитом русском костюме».

Это была действительно первая их встреча, хотя формально и Иван Алексеевич, и Варвара, — практически ровесники, — на протяжении пяти лет жили в одном и том же городе Ельце, когда учились в гимназиях. Ивана Бунина, который с четырёх лет проживал в имении на хуторе Бутырки Елецкого уезда, отец привёз сюда для зачисления в мужскую гимназию летом 1881 года. Однако пять лет спустя, после зимних каникул 1886—1887 года Иван отказался возвращаться в город и из гимназии его отчислили. Варвара же закончила полный 7-летний курс своей гимназии с золотой медалью.
4 ноября 1894 года Варвара рассталась с Буниным, оставив записку: «Ваня, прощай. Не поминай лихом». Вскоре она вышла замуж за друга Бунина — писателя и впоследствии актёра немого кино Арсения Бибикова (1873—1927). После отъезда Варвары из Полтавы одним из посредников в их переговорах в этой размолвке был полтавский знакомый Буниных Сергей Павлович Балабуха — бывший революционер-народник, который в то время был неофициальным членом редакционного комитета «Полтавских ведомостей».
По одной из версий, причина ухода Варвары к Бибикову состояла в том, что она искала более обеспеченной жизни и фактически разлюбила Бунина. Гипотезы о возможном препятствии браку со стороны её отца основываются на предположении, что состоятельный доктор Пащенко мог желать для своей дочери более надёжной пары, нежели нищенствовавший в те годы Бунин. Вместе с тем после смерти Варвары выяснилось, что в её бумагах нашли разрешение отца на брак с Иваном, которое она от Бунина скрыла.
По мнению В. Муромцевой-Буниной, несмотря на глубокий драматизм самого момента ухода Варвары, в дальнейшем зла на Арсения Бибикова Бунин не держал. Через 15 лет, когда Бибиковы выехали в Москву, их общение с Буниным возобновилось. По рассказу Веры Буниной, 

«в 1909 году, 1 ноября, когда Бибиковы обедали у нас, перед тем как мы должны были встать из-за стола и перейти в гостиную пить кофе, горничная подала мне телеграмму, в которой были поздравления Ивану Алексеевичу в связи с избранием его в академики по разряду изящной словесности. Я взглянула на Бибикову, уже вставшую из-за стола. Она была бледна, но спокойна. Через минуту раздельно и сухо сказала: „Поздравляю Вас“»

Сильнейший удар судьбы Варвара и её муж перенесли в связи с безвременной смертью их единственной дочери Милицы. Как и её мать, девочка показывала успехи по классу рояля; были надежды на консерваторию — но в 13 лет Милица заболела туберкулёзом. Родители отправили её на лечение в Швейцарию, в Давос. Однако вскоре из санатория сообщили, что её состояние ухудшается и становится безнадёжным. Отец поехал за ней, но по дороге, в Стокгольме, девочка умерла. Убитый горем отец привёз домой только её фотографию на смертном одре в церкви. Эти мотивы нашли отражение в рассказе Бунина «Безумный художник»

Он наклонился к чемодану, волосы его повисли. Запустив руку под бельё, он вытащил большой белый бархатный альбом, сел в кресло у стола. Раскрыв альбом, он решительно и гордо откинул голову назад и замер в созерцании.

В альбоме был большой фотографический снимок: внутренность какой-то пустой часовни, со сводами, с блестящими стенами из гладкого камня. Посредине, на возвышении, покрытом траурным сукном, тянулся длинный гроб, в котором лежала худая женщина с сомкнутыми выпуклыми веками. Узкая и красивая голова её была окружена гирляндой цветов, высоко на груди покоились сложенные руки. В возглавии гроба стояли три церковных священника— Бунин И. А. «Безумный художник»
Варвара Владимировна Пащенко-Бибикова умерла в Москве 1 [14] мая 1918 года, тоже от туберкулёза. В день её смерти овдовевший муж с самого утра позвонил её первому возлюбленному. Бунин записал в своём дневнике:

Утром в 10, когда я ещё в постели, — Арсик — плачет — умерла Варвара Владимировна. Весь день в момент этого известия у меня никаких чувств по поводу это известия! Как это дико! Ведь какую роль она сыграла в моей жизни! И давно ли это было — мы приехали с ней в Полтаву…
Сам Арсений Николаевич Бибиков умер в 1927 году от этой же болезни, ставшей таким образом роковой для всей их семьи.